# Francesco Sforza di Santa Fiora
Francesco Sforza (Parma, 6 de novembre de 1562 – Roma, 9 de setembre de 1624) va ser un cardenal italià, membre de la família Sforza de Santa Fiora, branca menor de la família noble milanesa dels Sforza.

## Biografia

### Entre camps de batalla i carrera eclesiàstica
Francesco Sforza va néixer a Parma el 6 de novembre de 1562, fill de Sforza I Sforza i la seva segona esposa, Caterina de 'Nobili. Des de la seva joventut va gaudir dels títols de comte de Santa Fiora, de marquès de Varzi i de Castel Acquaro. A la seva família ja hi havia diversos membres que havien rebut el capell, com Alessandro Sforza i Federico Sforza, a més de ser renebot del Papa Pau III (1534-1549).
Va rebre la seva educació d'Octavio Farnese, duc de Parma, que li va donar ensenyaments sobretot de tipus militar, mentre que més tard va arribar a la cort de Francesc I. A Florència va estudiar llatí, retòrica, matemàtica, filosofia moral i política; les cròniques de l'època recorden que el nen jove i noble estava dotat d'una memòria extraordinària, fins al punt de recordar de memòria el que llegia tan sols una vegada.
Abans d'esdevenir un clergue, s'havia casat a l'edat de divuit anys amb la germana del Gran Duc Francesc I i havia servit en l'exèrcit de Flandes sota el seu cosí, el famós Alessandro Farnese, convertint-se en comandant de les tropes italianes, fins i tot després del títol que li conferí el rei Felip II d'Espanya que també el va nomenar general d'aquestes mateixes tropes. A la mort de la seva dona, encoratjat pel matrimoni de la seva germana Costanza amb Giacomo Boncompagni, fill legítim del papa Gregori XIII, es va convertir en clergue a Roma, ascendint ràpidament en la carrera eclesiàstica, tot i que encara no ha pres el vot sacerdotal. Canonge deldel capítol de l'església de San Nicola in Carcere, va ser creat cardenal diaca al consistori del 12 de desembre 1583, rebent la diaconia de San Giorgio in Velabro el 6 de gener de 1584.
El 1585 va participar en el conclave que va triar al Papa Sixt V i posteriorment va optar per la diaconia de San Nicola in Carcere el 29 de juliol de 1585, després es va traslladar a la de Santa Maria in Via Lata a partir del 5 de desembre de 1588. Es va convertir en cardenal protodiaca, va participar en el conclave de 1590 i el de 1591, i de nou al de 1592. Llegat a la Romanya (20 de juliol de 1591-1597), s'ocupà especialment per reprimir els atacs continus dels bandits, que resolgué en un curt temps amb el penjament de 800 en pocs mesos, de manera portà pau i tranquil·litat a la província. Posteriorment va representar el papa Climent VIII al baptisme de Cosimo, Gran Duc de Toscana, el seu nebot, acompanyant a continuació al pontífex a Ferrara durant una visita papal el 1598.
Va participar novament en el primer conclave de 1605, i sent el protodiaca, va tenir l'honor de coronar a Lleó XI el 10 d'abril, i després va participar en el segon conclave que es va celebrar aquell mateix any, coronant a Pau V el 29 de maig de 1605 .

### L'orde sacerdotal i càrrecs pastorals
El 1614, finalment, va ser ordenat sacerdot i va canviar el títol pel presbiteral de San Matteo in Merulana el 13 de novembre de 1617, convertint-se així en cardenal proto-prevere cardenal.
Més tard es va convertir en cardenal bisbe d'Albano el 5 de març de 1618, i va ser consagrat bisbe l'1 de maig de 1618 a la capella apostòlica del Quirinal a Roma pel Papa Pau V, assistit pels cardenals Benedetto Giustiniani, Andrea Baroni Peretti Montalto, Alessandro Orsini i Scipione Cobelluzzi. En el seu treball com a bisbe, més tard va ser recolzat per dos cardenals que gaudien de gran fama en la vida de la cort papal Scipione Borghese i Giulio Savelli. El 6 d'abril de 1620 va optar per la seu de Frascati. Posteriorment va participar en el conclave de 1621, que va triar el papa Gregori XV i, de nou, al conclave de 1623, que va triar el papa Urbà VIII.
A continuació, va optar per la seu suburbana de Porto i Santa Rufina el 27 de setembre de 1623, convertint-se així en vicedegà del Sagrat Col·legi de Cardinals.
Va morir el 9 de setembre de 1624 a Roma i va ser enterrat a l'església de San Bernardo alle Terme, fundada per la seva mare vint-i-quatre anys abans.